# 예천초등학교
예천초등학교는 대한민국 경상북도 예천군 예천읍 효자로 43(서본리)에 있는 공립 초등학교이다.

## 학교 연혁
- 1907년 7월 4일 사립 융명학교 설립인가
- 1911년 7월 26일 예천공립보통학교 설립인가(조선총독부 고시 제237호)
- 1911년 9월 16일 예천공립보통학교로 개교
- 1938년 4월 1일 예주공립심상소학교로 명칭 변경
- 1941년 4월 1일 예주공립국민학교로 개칭
- 1942년 7월 4일 예천서부공립국민학교로 교명 변경
- 1950년 6월 1일 예천서부국민학교로 개칭
- 1963년 8월 10일 예천국민학교로 교명 변경
- 1981년 3월 9일 유치원 개원 (2학급 편성)
- 1996년 3월 1일 예천초등학교로 교명 변경(32학급 편성)
- 2000년 2월 29일 개포초등학교 통합
- 2012년 4월 14일 개교 100주년 기념행사 실시
- 2014년 9월 1일 제44대 김영한 교장 부임
- 2017년 2월 15일 제105회 졸업(졸업생 총 수: 25,160명)

## 참고 자료
- 예천초등학교 - 한국교육학술정보원 학교알리미